# Gran Premio di Spagna 2020
Il Gran Premio di Spagna 2020 è stata la sesta prova della stagione 2020 del campionato mondiale di Formula 1. La gara si è corsa domenica 16 agosto sul circuito di Catalogna a Montmeló ed è stata vinta dal britannico Lewis Hamilton su Mercedes, all'ottantottesimo successo nel mondiale; Hamilton ha preceduto all'arrivo l'olandese Max Verstappen su Red Bull Racing-Honda il suo compagno di squadra, in finlandese Valtteri Bottas.
Per Lewis Hamilton si tratta del centocinquantaseiesimo podio nel campionato mondiale di Formula 1, nuovo record assoluto.

## Vigilia

### Aspetti tecnici
La Pirelli, fornitrice unica degli pneumatici, annuncia che per il Gran Premio fornisce coperture di mescola soft (C3), medium (C2) e hard (C1), le tre più dure della gamma tra quelle disponibili.
La Federazione Internazionale dell'Automobile stabilisce, per questa gara, due zone di attivazione del Drag Reduction System: la prima lungo il rettilineo principale, con punto per la determinazione del distacco fra piloti posto prima dell'ultima curva, mentre la seconda zona è indicata tra la curva 9 (Campsa) e la curva 10 (La Caixa), con detection point fissato prima della curva 9.
La Ferrari fornisce un nuovo telaio a Sebastian Vettel, così come la McLaren, che cambia il telaio a Carlos Sainz Jr.. La Haas, invece, non segue la richiesta di Kevin Magnussen di sostituire il suo telaio, ma decide di ricostruire varie parti della sua scocca.
I commissari stabiliscono che, a partire dal secondo taglio alla seconda curva, esporranno la bandiera bianca e nera ai piloti. Ogni altro taglio, sempre nella stessa curva, sarà segnalato alla direzione gara. La zona della prima curva è stata riasfaltata, mentre altre modifiche riguardano l'allungamento del cordolo in uscita dall'ottava curva e delle vie di fuga in ghiaia alla stessa e alla dodicesima curva. In quest'ultima è stata installata una nuova barriera, mentre è stato allungato il cordolo alla quindicesima curva per raggiungere l'ingresso della corsia box.

### Aspetti sportivi
La tenuta della gara, anche per la stagione 2020, venne confermata ad agosto 2019. Il Gran Premio era inizialmente programmato per il 10 maggio, ma, a causa della pandemia di COVID-19, la FIA è stata costretta a modificare il calendario, annullando e spostando alcune gare. Nel nuovo calendario la Federazione riposiziona la gara di Barcellona ad agosto, dopo il doppio appuntamento di Silverstone. La gara è stata successivamente messa in dubbio dalla recrudescenza dei casi di COVID-19 registrata nella regione della Catalogna all'inizio dell'estate.
Per la terza volta dopo il 2018, tra il Gran Premio di Francia e il Gran Premio di Gran Bretagna, e dopo anche quanto accaduto in questa stagione, a luglio tra il Gran Premio d'Austria, prima gara della stagione, e il Gran Premio d'Ungheria, il campionato prevede tre gare in tre weekend di fila. È la prima volta che il Gran Premio di Spagna, da quando è una prova valida per il campionato mondiale di Formula 1, si svolge nel mese di agosto. Il Gran Premio si tiene comunque a porte chiuse, come le cinque gare precedenti.
In questa stagione, la gara è sponsorizzata da Aramco, una compagnia nazionale saudita di idrocarburi.
Il belga Stoffel Vandoorne diventa pilota di riserva per la McLaren.
Dopo aver saltato le due gare precedenti per via della sua positività al SARS-CoV-2 e sostituito dal tedesco Nico Hülkenberg, il pilota messicano della Racing Point Sergio Pérez torna disponibile per questa gara, grazie al tampone risultato negativo.
L'ex pilota di Formula 1 Emanuele Pirro è nominato quale commissario aggiunto per la gara. L'italiano ha svolto in passato, in diverse occasioni, tale funzione, l'ultima al Gran Premio di Gran Bretagna.
Nel corso della prima sessione di prove libere del venerdì Roy Nissany ha preso il posto di George Russell alla Williams. Per il pilota israeliano si tratta della prima volta della sua partecipazione in un weekend di gara.

## Prove

### Resoconto
Le due monoposto della Mercedes dominano la prima sessione di prove libere. Il miglior tempo è di Valtteri Bottas, che precede di 39 millesimi Lewis Hamilton. Max Verstappen, terzo, è staccato di quasi un secondo. Il tempo del finlandese è migliore di quello della stessa sessione della stagione 2019, ma peggiore rispetto al miglior tempo ottenuto nella sessione dei test invernali. Bottas ha anche colpito un volatile sul rettilineo opposto a quello di partenza.
Alle spalle di Verstappen si sono piazzate le due Ferrari di Charles Leclerc e Sebastian Vettel. Il rientrante Sergio Pérez è settimo, davanti al compagno di scuderia Lance Stroll, decimo. Il debuttante Roy Nissany è stato autore di un testacoda.
La temperatura dell'asfalto, nella sessione del pomeriggio, sale a 49 °C, dai 42 °C del mattino. La situazione dei tempi però non cambia: le Mercedes continuano a dettare il ritmo; questa volta è però Hamilton ha precedere il compagno di scuderia Bottas. Al terzo posto si conferma Verstappen, a meno di un secondo dal tempo dell'inglese.
Quarto è Daniel Ricciardo su Renault, che al mattino si era concentrato maggiormente sul passo di gara. L'australiano ha preceduto Romain Grosjean, che ha confermato il buon andamento della sessione mattutina, in cui aveva chiuso al sesto posto. Il francese ha dovuto però interrompere la sessione per un problema alla power unit. I piloti a centro gruppo sono molto vicini: dal tempo di Grosjean a quello di Nicholas Latifi, diciannovesimo, c'è poco più di un secondo.
Lewis Hamilton è ancora il più rapido, anche nella sessione del sabato mattina. Il britannico ha di nuovo preceduto Bottas e Verstappen. L'olandese della Red Bull Racing è riuscito, in questa sessione, a limitare il distacco dalla vetta a poco più di mezzo secondo. Le monoposto fanno fatica a compiere un giro veloce con gomme soft, anche se Hamilton ha ottenuto il suo miglior tempo proprio con queste coperture.
Al quarto posto si è piazzato Carlos Sainz Jr.: sulla sua McLaren è stato sostituito anche il motore, dopo le due sessioni del venerdì. Anche sulla Haas di Grosjean è stato sostituito il propulsore, dopo il cedimento del venerdì. I tecnici della scuderia statunitense hanno dovuto rompere il coprifuoco notturno, per completare l'operazione di sostituzione. Il francese non ha però ripetuto le buone prestazioni della giornata precedente, finendo a centro gruppo.
La sessione è stata interrotta con bandiera rossa, dopo l'uscita di pista di Esteban Ocon, alla terza curva. Il pilota della Renault si è distratto non notando Kevin Magnussen che procedeva lento in mezzo alla traiettoria, e così, per evitare il contatto, è terminato fuori pista, colpendo le barriere di protezione.

### Risultati
Nella prima sessione del venerdì si è avuta questa situazione:
| Pos | Nº | Pilota          | Costruttore           | Tempo    | Gap    | Giri |
| --- | -- | --------------- | --------------------- | -------- | ------ | ---- |
| 1   | 77 | Valtteri Bottas | Mercedes              | 1'16"785 |        | 33   |
| 2   | 44 | Lewis Hamilton  | Mercedes              | 1'16"824 | +0"039 | 29   |
| 3   | 33 | Max Verstappen  | Red Bull Racing-Honda | 1'17"724 | +0"939 | 26   |

Nella seconda sessione del venerdì si è avuta questa situazione:
| Pos | Nº | Pilota          | Costruttore           | Tempo    | Gap    | Giri |
| --- | -- | --------------- | --------------------- | -------- | ------ | ---- |
| 1   | 44 | Lewis Hamilton  | Mercedes              | 1'16"883 |        | 37   |
| 2   | 77 | Valtteri Bottas | Mercedes              | 1'17"170 | +0"287 | 38   |
| 3   | 33 | Max Verstappen  | Red Bull Racing-Honda | 1'17"704 | +0"821 | 33   |

Nella sessione del sabato mattina si è avuta questa situazione:
| Pos | Nº | Pilota          | Costruttore           | Tempo    | Gap    | Giri |
| --- | -- | --------------- | --------------------- | -------- | ------ | ---- |
| 1   | 44 | Lewis Hamilton  | Mercedes              | 1'16"988 |        | 12   |
| 2   | 77 | Valtteri Bottas | Mercedes              | 1'17"373 | +0"151 | 13   |
| 3   | 33 | Max Verstappen  | Red Bull Racing-Honda | 1'17"737 | +0"515 | 10   |

## Qualifiche

### Resoconto
Dopo le Williams, il primo pilota a far segnare un tempo interessante è Max Verstappen, che ferma i cronometri a 1'17"415, battuto di due millesimi da Valtteri Bottas e poi di quattro decimi da Lewis Hamilton. Scala secondo Lance Stroll, con un margine di un decimo su Bottas. Anche l'altra Racing Point, quella di Sergio Pérez, s'intercala tra le due vetture della Mercedes.
I tempi sono molto ravvicinati, tanto che Romain Grosjean, il primo degli eliminati virtuali, ha un tempo di poco più di un secondo più altro di quello di Hamilton. Questo spinge tutti i piloti a cercare la prestazione nei minuti finali della Q1, stante anche una pista in miglioramento. Gli unici che decidono di non effettuare più giri sono i piloti della Racing Point.
Esteban Ocon rimonta al decimo posto, mentre Alexander Albon è sesto. Kimi Räikkönen si riporta al tredicesimo posto, respinto in zona pericolosa da Daniil Kvjat. Sebastian Vettel riporta il decimo tempo, mentre il suo compagno di scuderia, Charles Leclerc, è quarto. Vengono eliminati i piloti della Haas, quelli della Williams e Antonio Giovinazzi.
In Q2 i primi a scendere in pista sono i piloti della Mercedes, che optano subito per le gomme di mescola più morbida. Valtteri Bottas segna 1'16"152, battuto immediatamente da Hamilton con 1'16"013. Verstappen si piazza a mezzo secondo dal tempo del campione del mondo. Nessun pilota, in realtà, affronta questo tentativo con mescola media. Pérez è quinto, alle spalle anche di Sainz Jr., pur facendo segnare il miglior parziale nel primo settore. Dopo il primo giro di tentativi sono virtualmente eliminati Vettel, Ocon e le due AlphaTauri.
Leclerc non migliora nel secondo tentativo, vedendo battuto il suo tempo da Pérez. Albon e Norris si piazzano, rispettivamente, ottavo e nono. Non si migliorano né Daniel Ricciardo né Sainz Jr., con lo spagnolo che però rimane in zona qualificazione. Pierre Gasly rimonta fino al quinto posto. Vengono eliminati Vettel, battuto per due millesimi da Norris e da cinque da Albon, Daniil Kvjat, Ricciardo, Räikkönen e Ocon.
Nella fase finale Lance Stroll ottiene il primo tempo di riferimento, 1'16"589, rapidamente abbassato da Pérez, in 1'16"568. L'arrivo delle Mercedes stravolge la classifica. Bottas chiude in 1'15"643, mentre Hamilton ferma il tempo su 1'15"584, 59 millesimi meglio del finlandese. Verstappen si pone terzo, davanti a Pérez.
Albon è il primo a migliorare, mentre Bottas batte il record nel secondo settore, ma resta comunque a 59 millesimi da Hamilton, che non migliora il suo crono. Si migliora invece Stroll, che però rimane quinto, così come Norris, che non supera in classifica Albon. Anche Pérez lima il suo tempo, restando al quarto posto, mentre Verstappen non riesce ad avvicinarsi ai tempi delle Mercedes.
Lewis Hamilton conquista la sua novantaduesima pole position nel mondiale. È la duecentesima partenza al palo per una vettura motorizzata dalla Mercedes. Dopo Ferrari e Renault è il terzo motorista a raggiungere questo risultato.

### Risultati
Nella sessione di qualifica si è avuta questa situazione:
| Pos                         | Nº | Pilota             | Costruttore               | Q1       | Q2       | Q3       | Griglia |
| --------------------------- | -- | ------------------ | ------------------------- | -------- | -------- | -------- | ------- |
| 1                           | 44 | Lewis Hamilton     | Mercedes                  | 1'16"872 | 1'16"013 | 1'15"584 | 1       |
| 2                           | 77 | Valtteri Bottas    | Mercedes                  | 1'17"243 | 1'16"152 | 1'15"643 | 2       |
| 3                           | 33 | Max Verstappen     | Red Bull Racing-Honda     | 1'17"213 | 1'16"518 | 1'16"292 | 3       |
| 4                           | 11 | Sergio Pérez       | Racing Point-BWT Mercedes | 1'17"117 | 1'16"936 | 1'16"482 | 4       |
| 5                           | 18 | Lance Stroll       | Racing Point-BWT Mercedes | 1'17"316 | 1'16"666 | 1'16"589 | 5       |
| 6                           | 23 | Alexander Albon    | Red Bull Racing-Honda     | 1'17"419 | 1'17"163 | 1'17"029 | 6       |
| 7                           | 55 | Carlos Sainz Jr.   | McLaren-Renault           | 1'17"438 | 1'16"876 | 1'17"044 | 7       |
| 8                           | 4  | Lando Norris       | McLaren-Renault           | 1'17"557 | 1'17"166 | 1'17"084 | 8       |
| 9                           | 16 | Charles Leclerc    | Ferrari                   | 1'17"256 | 1'16"953 | 1'17"087 | 9       |
| 10                          | 10 | Pierre Gasly       | AlphaTauri-Honda          | 1'17"356 | 1'16"800 | 1'17"136 | 10      |
| 11                          | 5  | Sebastian Vettel   | Ferrari                   | 1'17"573 | 1'17"168 | N.D.     | 11      |
| 12                          | 26 | Daniil Kvjat       | AlphaTauri-Honda          | 1'17"676 | 1'17"192 | N.D.     | 12      |
| 13                          | 3  | Daniel Ricciardo   | Renault                   | 1'17"667 | 1'17"198 | N.D.     | 13      |
| 14                          | 7  | Kimi Räikkönen     | Alfa Romeo Racing-Ferrari | 1'17"797 | 1'17"386 | N.D.     | 14      |
| 15                          | 31 | Esteban Ocon       | Renault                   | 1'17"765 | 1'17"567 | N.D.     | 15      |
| 16                          | 20 | Kevin Magnussen    | Haas-Ferrari              | 1'17"908 | N.D.     | N.D.     | 16      |
| 17                          | 8  | Romain Grosjean    | Haas-Ferrari              | 1'18"089 | N.D.     | N.D.     | 17      |
| 18                          | 63 | George Russell     | Williams-Mercedes         | 1'18"099 | N.D.     | N.D.     | 18      |
| 19                          | 6  | Nicholas Latifi    | Williams-Mercedes         | 1'18"532 | N.D.     | N.D.     | 19      |
| 20                          | 99 | Antonio Giovinazzi | Alfa Romeo Racing-Ferrari | 1'18"697 | N.D.     | N.D.     | 20      |
| Tempo limite 107%: 1'22"253 |    |                    |                           |          |          |          |         |

In grassetto sono indicate le migliori prestazioni in Q1, Q2 e Q3.

## Gara

### Resoconto
La gara parte con 30 °C di temperatura dell'aria e 50 °C di quella dell'asfalto.
Alla partenza il poleman Lewis Hamilton mantiene il comando della gara, mentre il suo compagno di scuderia, Valtteri Bottas, partito dalla prima fila, si fa passare sia da Max Verstappen, che da Lance Stroll. Alle spalle del finlandese si pone Sergio Pérez, che precede Alexander Albon, Carlos Sainz Jr., Pierre Gasly e Charles Leclerc. Solo al quarto giro Bottas passa Stroll, per il terzo posto. Nei giri successivi la situazione della classifica non muta. Hamilton, al comando, dilata il suo margine su Verstappen che, a sua volta, mantiene un buon vantaggio su Bottas. Solo al diciassettesimo passaggio c'è la prima sosta, per Albon, che monta gomme dure. La scelta del pilota thailandese serve come parametro per Max Verstappen, che si ferma al ventunesimo giro, ma opta per coperture di mescola media. L'olandese della Red Bull Racing rientra in gara terzo.
Al ventitreesimo giro entrambe le Mercedes imboccano la corsia dei box, per effettuare il cambio gomme: sia Hamilton che Bottas passano dalle soft alle medie. Verstappen riconquista la seconda posizione. Lance Stroll effettua il suo primo pit stop al ventisettesimo giro, e rientra in gara davanti a un piccolo gruppo di vetture, guidato da Kevin Magnussen. Un giro dopo si fermano anche Sergio Pérez e le due Ferrari. Vettel, partito con le gomme medie, passa all'utilizzo delle morbide.
La gara è comandata da Lewis Hamilton, con secondo Verstappen, che precede Bottas. Seguono poi Daniel Ricciardo, Lance Stroll, Carlos Sainz Jr., Sergio Pérez, Esteban Ocon e Alexander Albon. Pérez passa Sainz Jr., mentre al trentatreesimo giro Albon ha la meglio su Ocon. Il francese della Renault effettua il suo cambio di pneumatici nel giro successivo. Al trentasettesimo passaggio Charles Leclerc va in testacoda alla terzultima curva, per un problema elettrico. Il monegasco riesce a ripartire ma, dopo un paio di giri, non riuscendo a riallacciarsi le cinture, decide per il ritiro. Intanto si è fermato per cambiare le gomme anche Ricciardo.
Verstappen effettua la sua seconda fermata ai box al quarantesimo giro. Il pilota della Red Bull monta un set di gomme medie, rientrando in gare sempre alle spalle di Bottas. Tre giri dopo c'è seconda sosta anche per Stroll e Gasly. Sfruttando bene gli pneumatici, e non effettuando la seconda sosta, è risalito al quinto posto Sebastian Vettel, alle spalle di Pérez. Bottas si ferma ancora al quarantottesimo giro, e monta gomme morbide. Ciò permette a Verstappen di riprendere la seconda posizione. Intanto le scuderie comunicano ai piloti la possibilità di pioggia, che però non si farà vedere sul circuito.
Il leader della gara, Lewis Hamilton, attende il cinquantesimo passaggio per effettuare la seconda sosta, che lo riporta in pista ancora con gomme soft. Il britannico ha oltre 11 secondi di margine su Max Verstappen e 18 su Bottas. Al cinquantatreesimo giro vengono comunicati cinque secondi di penalità a Pérez e Kvjat, per il mancato rispetto delle bandiere blu, che li invitavano ad agevolare i doppiaggi. Negli ultimi giri Vettel si trova a guidare con pneumatici degradati e deve cedere due posizioni, prima a Stroll e poi a Carlos Sainz Jr., ma riesce a resistere al ritorno di Albon.
Lewis Hamilton conquista la quarta vittoria consecutiva nel Gran Premio di Spagna. Per il britannico è anche il centocinquantaseiesimo podio nel mondiale di Formula 1, nuovo record assoluto. Secondo giunge Max Verstappen, mentre terzo è Valtteri Bottas, al suo cinquantesimo podio. Kimi Räikkönen è il primo pilota a sfondare il muro degli ottantaquattromila chilometri percorsi durante i Gran Premi del mondiale di Formula 1.

### Risultati
I risultati del Gran Premio sono i seguenti:
| Pos | Nº | Pilota             | Costruttore               | Giri | Tempo/Ritiro         | Griglia | Punti |
| --- | -- | ------------------ | ------------------------- | ---- | -------------------- | ------- | ----- |
| 1   | 44 | Lewis Hamilton     | Mercedes                  | 66   | 1h31'45"279          | 1       | 25    |
| 2   | 33 | Max Verstappen     | Red Bull Racing-Honda     | 66   | +24"177              | 3       | 18    |
| 3   | 77 | Valtteri Bottas    | Mercedes                  | 66   | +44"752              | 2       | 16    |
| 4   | 18 | Lance Stroll       | Racing Point-BWT Mercedes | 65   | +1 giro              | 5       | 12    |
| 5   | 11 | Sergio Pérez       | Racing Point-BWT Mercedes | 65   | +1 giro              | 4       | 10    |
| 6   | 55 | Carlos Sainz Jr.   | McLaren-Renault           | 65   | +1 giro              | 7       | 8     |
| 7   | 5  | Sebastian Vettel   | Ferrari                   | 65   | +1 giro              | 11      | 6     |
| 8   | 23 | Alexander Albon    | Red Bull Racing-Honda     | 65   | +1 giro              | 6       | 4     |
| 9   | 10 | Pierre Gasly       | AlphaTauri-Honda          | 65   | +1 giro              | 10      | 2     |
| 10  | 4  | Lando Norris       | McLaren-Renault           | 65   | +1 giro              | 8       | 1     |
| 11  | 3  | Daniel Ricciardo   | Renault                   | 65   | +1 giro              | 13      |       |
| 12  | 26 | Daniil Kvjat       | AlphaTauri-Honda          | 65   | +1 giro              | 12      |       |
| 13  | 31 | Esteban Ocon       | Renault                   | 65   | +1 giro              | 15      |       |
| 14  | 7  | Kimi Räikkönen     | Alfa Romeo Racing-Ferrari | 65   | +1 giro              | 14      |       |
| 15  | 20 | Kevin Magnussen    | Haas-Ferrari              | 65   | +1 giro              | 16      |       |
| 16  | 99 | Antonio Giovinazzi | Alfa Romeo Racing-Ferrari | 65   | +1 giro              | 20      |       |
| 17  | 63 | George Russell     | Williams-Mercedes         | 65   | +1 giro              | 18      |       |
| 18  | 6  | Nicholas Latifi    | Williams-Mercedes         | 64   | +2 giri              | 19      |       |
| 19  | 8  | Romain Grosjean    | Haas-Ferrari              | 64   | +2 giri              | 17      |       |
| Rit | 16 | Charles Leclerc    | Ferrari                   | 38   | Cinture di sicurezza | 9       |       |

Valtteri Bottas riceve un punto addizionale per aver segnato il giro più veloce della gara.

## Classifiche mondiali

### Piloti
| Pos | Pilota             | Punti |
| --- | ------------------ | ----- |
| 1   | Lewis Hamilton     | 132   |
| 2   | Max Verstappen     | 95    |
| 3   | Valtteri Bottas    | 89    |
| 4   | Charles Leclerc    | 45    |
| 5   | Lance Stroll       | 40    |
| 6   | Alexander Albon    | 40    |
| 7   | Lando Norris       | 39    |
| 8   | Sergio Pérez       | 32    |
| 9   | Carlos Sainz Jr.   | 23    |
| 10  | Daniel Ricciardo   | 20    |
| 11  | Sebastian Vettel   | 16    |
| 12  | Esteban Ocon       | 16    |
| 13  | Pierre Gasly       | 14    |
| 14  | Nico Hülkenberg    | 6     |
| 15  | Antonio Giovinazzi | 2     |
| 16  | Daniil Kvjat       | 2     |
| 17  | Kevin Magnussen    | 1     |

### Costruttori
| Pos | Costruttore               | Punti |
| --- | ------------------------- | ----- |
| 1   | Mercedes                  | 221   |
| 2   | Red Bull Racing-Honda     | 135   |
| 3   | Racing Point-BWT Mercedes | 63    |
| 4   | McLaren-Renault           | 62    |
| 5   | Ferrari                   | 61    |
| 6   | Renault                   | 36    |
| 7   | AlphaTauri-Honda          | 16    |
| 8   | Alfa Romeo Racing-Ferrari | 2     |
| 9   | Haas-Ferrari              | 1     |

## Decisioni della FIA
Al termine della gara la Racing Point riceve un'altra reprimenda da parte dei commissari, come già accaduto nei tre Gran Premi precedenti, in quanto sulle vetture del team britannico sono state montate le stesse prese d'aria dei freni utilizzate nelle ultime quattro gare. Prima della gara precedente a Silverstone era stata pubblicata la sentenza nella quale la FIA aveva chiarito che i pezzi contestati sono regolari per le norme tecniche e illegali per quelle sportive.
Il contatto avvenuto al sessantaduesimo giro tra Antonio Giovinazzi e Romain Grosjean non viene invece sanzionato.